# Богородица Казањска
Богородица Казањска је најзначајнија икона у Руској православној цркви. Представља Богородицу као заштитницу града Казања, и паладијум целе Русије; позната је као Света заштитница Русије.
Према легенди, икона је првобитно набављена из Константинопоља, изгубљена је 1438. године и чудесно враћена у нетакнуто стање више од 140 година касније, 1579. године. Две главне цркве, Казањска саборна црква у Москви и Казанска катедрала у Санкт Петербургу посвећене су Богородици Казањској и приказују копије иконе, као и бројне цркве широм земље. Оригинална икона у Казању је украдена, а вероватно и уништена 1904. године.
"Слика из Фатиме" је копија иконе или можда оригинал из 16. века, украден из Санкт Петербурга 1917. године и купљена од стране Ф. А. Мичел-Хеџиса 1953. Била је смештена у Фатими у Португалу од 1970. до 1993. затим у студију папе Јована Павла II у Ватикану од 1993. до 2004. године, када је враћена у Казањ, где се сада чува у Казанском манастиру Богородице.
Празници Казањске Госпе су 21. јул и 4. новембар (који је уједно и Дан народног јединства Русије).
Патријарх Москве и све Русије Кирил, подарио је руским космонаутима 7. априла 2011. Икону Богородице Казањске, која је с бродом Јуриј Гагарин полетела на међународну космичку станицу (ISS), у чијем се у руском делу налази.

## Историја
По предању, оригинална икона Казанске Госпе донета је у Русију из Цариграда у 13. веку. Након успостављања Казањског каната (око 1438.) икона је нестала из историјских записа више од једног века.
Хроника митрополита Хермогена, написана на захтев цара Феодора 1595. године, описује враћање иконе. Према овом извештају, након што је пожар уништио Казањ 1579. године, Богородица се јавила десетогодишњој девојчици Матрони, откривајући локацију на којој је икона лежала скривена. Девојчица је испричала архиепископу о сну, али је нису схватили озбиљно. Међутим, 8. јула 1579. године, после два понављања сна, девојчица и њена мајка су саме пронашле икону, закопану испод порушене куће где је била сакривена да би је сачували од Татара.
Друге цркве су подигнуте у част откровења Богородице Казанске, а копије слике су биле изложене у Казањској саборној цркви у Москви (саграђеној почетком 17. века), у Јарослављу и у Санкт Петербургу.
Руски војни заповедници Дмитриј Пожарски (17. век) и Михаил Кутузов (19. век) приписивали су призивање Богородице преко иконе за помоћ земљи да одбије пољску инвазију 1612, шведску инвазију 1709. и Наполеонову инвазију 1812. Казанска икона је постигла огромну популарност, а било их је девет или десет засебних чудотворних копија иконе по Русији.
У ноћи 29. јуна 1904. године икона је украдена из Казанског манастира Богородице где се вековима чувала (зграду су касније срушиле комунистичке власти). Лопови су очигледно пожелели златни оквир иконе, који је био украшен многим драгуљима. Неколико година касније, руска полиција је ухапсила лопове и извукла оквир. Лопови су првобитно изјавили да је сама икона била исечена на комаде и спаљена, иако је један од њих на крају признао да је смештена у манастиру у дивљини Сибира. За ову се, међутим, веровало да је лажна, а руска полиција је одбила да истражи, користећи логику да би била велика несрећа поштовати лажну икону као да је аутентична. Православна црква је нестанак иконе протумачила као знак трагедије која ће задесити Русију. Заиста, руско сељаштво је имало обичај да скрнављењу њеног лика приписује сву беду Револуције 1905, као и пораз Русије у руско-јапанском рату 1904–1905.
- Икона на којој Свети Никола и Герасим Јордански држе икону
- Богородица у Макарјевском манастиру (17. век)
- Казањска Богородица (репродукција из 1850.)
- Казањска Богородица, средина 19. века
- Икона из Фатиме

## "Ватиканскаја"
После Руске револуције 1917. године, било је спекулација да је оригинална икона заправо сачувана у Санкт Петербургу. Наводно, икона Богородице Казањске је коришћена у процесијама око лењинградских утврђења током опсаде Лењинграда (1941–1944) током Другог светског рата.
Друга теорија је тврдила да су бољшевици продали слику у иностранству, иако Руска православна црква није прихватила такве теорије. Историја украдене иконе између 1917. и 1953. године је непозната. Године 1953. Фредерик Мичел-Хеџис је купио икону од Артура Хилмана. Према Јурију С. Соловјеву, једном од телохранитеља Јосифа Стаљина, и Селиму Бенсаду, Стаљиновом праунуку, Стаљин је поседовао икону Казањске Госпе.
Иако је статус иконе као оригиналне казанске иконе остао споран, Кирил Г.Е. Бунт је закључио „да је то дело великог иконописца из 16. века [...] да су пигменти и дрво панела савршено очувани, што су доказали исцрпни рендгенски тестови, и да су се с временом ублажили“, сугеришући да је, иако је била копија оригиналне иконе, ипак оригинална икона коју је носио Пожарски 1612. године. Изложена је на Светском сајму у Њујорку 1964–1965. године. Дана 13. септембра 1965. године, припадници Плаве армије Богородице Фатимске провели су ноћ у слављењу иконе у павиљону у Њујорку. Плава армија је на крају купила икону од Ане Мичел-Хеџис за 125.000 долара у јануару 1970. године, а икона је сачувана у Фатими у Португалу.
Икона из Фатиме је 1993. године дата Ватикану и папа Јован Павле II ју је поставио у своју радну собу, где ју је поштовао једанаест година. По сопственим речима, "код мене је нашла дом и својим мајчинским погледом пратила моју свакодневну службу Цркви". Јован Павле II је желео да посети Москву или Казањ како би и сам могао да врати икону Руској православној цркви. Међутим, у Московској Патријаршији су посумњали да папа можда има друге мотиве, па је у августу 2004. године безусловно поклонио икону Руској цркви. 26. августа 2004. године изложена је за поштовање на олтару базилике Светог Петра и потом достављена у Москву. Следећег празника Свете иконе, 21. јула 2005. године, примили су је патријарх Алексије II и Минтимер Шајмијев, председник Татарстана, у Благовештенској саборној цркви Казанског Кремља. Ова копија понекад носи надимак „Ватиканскаја“. Икона се сада налази у Саборном храму Узвишења Часног Крста, који је део манастира Пресвете Богородице (поново успостављен као манастир 2005. године), на месту где је пронађена оригинална икона Богородице Казанске.